# Đôi bờ (nhạc Nga)
"Đôi bờ" (tiếng Nga: Два берега) là một bài hát Nga, lời của Grigory Mikhailovich Pozhenyan (Григо́рий Миха́йлович Поженя́н), phần nhạc do Andrey Yakovlevich Eshpai (Андре́й Я́ковлевич Эшпа́й) viết cho bộ phim Khát (Жажда) năm 1960 với tên gọi nguyên thủy là "Мы с тобой два берега" ("Em và anh, đôi bờ"). Đĩa nhựa "Đôi bờ" do Maya Kristalinskaya thu âm đầu thập niên 1960 đã bán được 7 triệu bản.

## Nội dung
Nội dung bài hát theo nguyên tác là nói về một mối tình vô vọng của một cô gái chung thủy với một chiến sĩ hi sinh ngoài mặt trận, và chính bản thân người con gái cũng nhận thức được điều ấy. Nhưng sâu thẳm tận đáy lòng mình, cô gái lại không hề muốn tin và vẫn hy vọng, đợi chờ. Hình ảnh những con vịt đều có đôi và những bạn gái đều đã có người yêu làm cô không khỏi chạnh lòng, nghĩ đến tình cảnh hiện tại của mình và người con trai như hai bờ của một dòng sông. Tuy vậy, cô vẫn kiên định chờ đợi...
Giai điệu của bài hát nhẹ nhàng, sâu lắng, phản ảnh nội tâm một người thiếu nữ. Lời Việt của bài hát rất thơ mộng nhưng mang tính ẩn dụ để thể hiện đúng ý của nguyên tác, niềm tin đôi bờ đâu cách xa. Câu kết của nguyên tác "Мы с тобой два берега у одной реки" nghĩa là "Em và anh (mãi) như hai bờ của một dòng sông ", hàm ý chẳng bao giờ gặp được nhau.

## Lời Việt
Theo nhà văn Đặng Vương Hưng, người đầu tiên dịch "Đôi bờ" ra tiếng Việt là ông Vương Thịnh (1934-2010), nguyên Vụ trưởng Vụ Hợp tác Quốc tế - Bộ Văn hóa, Thể thao và Du lịch Việt Nam, cùng cộng tác với Cao Thụy (sau là Đạo diễn điện ảnh). "Đôi bờ" đã trở thành bản tình ca Nga ngọt ngào luôn chinh phục, ngự trị tâm hồn những người Việt Nam đã từng đến Nga và cả những ai yêu nhạc nhưng chưa bao giờ đặt chân lên mảnh đất này, được nhiều người thuộc lòng.